# 森岡順子
森岡 順子（もりおか じゅんこ、旧姓：長束 順子、1945年8月9日 - ）は、日本画家。滋賀県出身。京都府京都市育ち。京都産業大学言語学科スペイン語学部卒業。

## 経歴
18歳の頃に日本画家・堂本印象に師事。27歳のときに建築家の森岡邦彦と結婚し、現在の姓を名乗る。
1966年に第15回関西展日本画において『花』が2席受賞して以降、第16回関西展日本画で『春園』、第17回関西展日本画で『ラン』、第19回関西展日本画 で『花』、第20回関西展日本画で『寺の思い出』がそれぞれ入選した（関西展は現在、全関西美術展と名称を変更）。また1972年には第7回日春展日本画において『胡蝶蘭』が入選した。